# Pierre Grivet

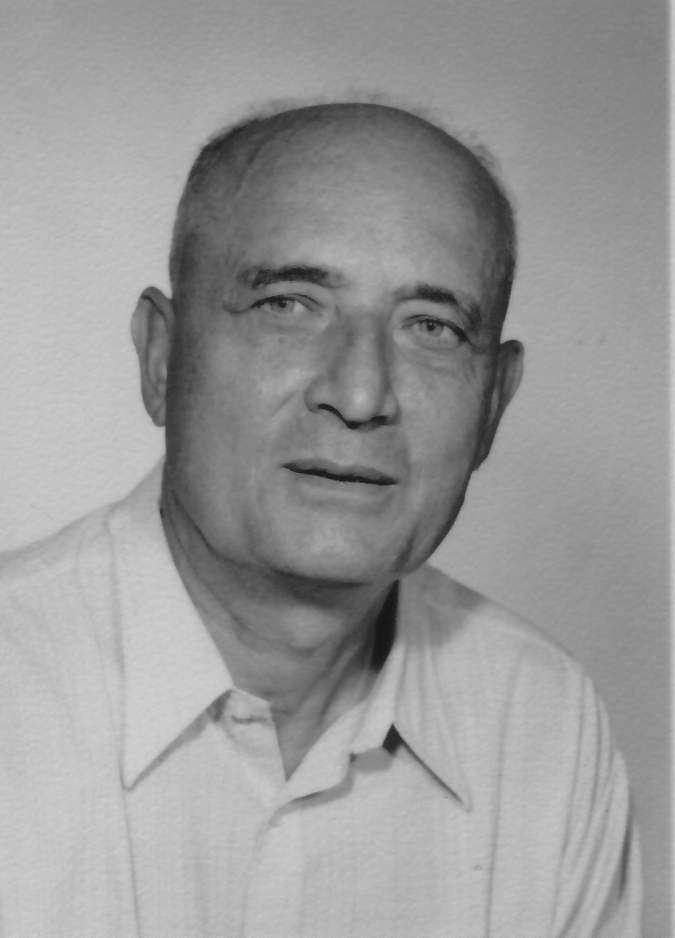
Pierre Grivet 1965

Pierre Grivet (*  14. November 1911 in Lyon; † 1. Juni 1992 in Paris)  war ein französischer Physiker (Elektronenoptik, Elektronik).
Grivet war der Sohn eines Lehrerehepaars und studierte 1931 bis 1935 an der École normale supérieure (Paris) unter anderem bei Georges Bruhat. 1939 begann er seine Dissertation am Physik-Labor der ENS unter Leitung von Henri Abraham, die er 1941 abschloss (Doktorvater war Jules Violle), als er nach kurzem Wehrdienst (unter anderem bei einer Radar-Einheit unter dessen Leiter Paul Labat, der ersten solchen französischen Einheit) am Testlabor des Conservatoire national des arts et métiers (CNAM) war. Dort begann er sich mit  Elektronenoptik und Elektronenmikroskopie zu befassen, was er Ende 1941 als Forschungsingenieur und Leiter des Labors für Elektronenoptik und Fernsehen der Compagnie générale de la télégraphie sans fil (CSF) unter dessen Direktor Maurice Pont fortsetzte, wo er das erste französische Elektronenmikroskop baute. Nach dem Krieg fanden Exemplare den Weg in verschiedene französische Labore, so am Institut Pasteur, der ONERA und bei Michelin. Nach dem Ende des Krieges war er wieder im Labor für Physik der ENS. Dessen Leiter Yves Rocard, der auch früher bei der CSF war, empfahl ihn auf einen neu geschaffenen Lehrstuhl für Radioelektronik der Sorbonne, was er 1955 wurde. Er entwickelte auch mit Unterstützung des CSF einen Linearbeschleuniger, der am Hospital Curie installiert wurde. Die Arbeiten wurden später von Robert Warnecke und Leboutet weitergeführt beim Bau des großen Linearbeschleunigers der Universität Paris in Orsay. 1955 verlagerte er sein Labor nach Orsay an den dort neu gegründete Teil der Universität Paris (später Universität Paris XI) und wurde dort Professor, was er bis 1981 blieb. 1960 wurde er dort der Gründungsdirektor des Institut d'électronique fondamentale (IEF). 
Nachdem sie von den Arbeiten von Felix Bloch und Edward Mills Purcell über Kernspinresonanz (NMR) hörten, begann sich auch Grivet und sein Assistent Robert Gabillard damit zu befassen. Mit seinem Schüler Austin Blaquière befasste er sich mit Rauschen in selbstverstärkenden Schwingkreisen. Später befasste er sich mit Elektronik bei tiefen Temperaturen, Atomuhren und Wasserstoff-Masern und deren Anwendungen in der Metrologie und mit Erde-Mond-Telemetrie.
1972 wurde er Mitglied der Académie des Sciences. 1969 erhielt er die Médaille André Blondel und 1973 den Prix des trois physiciens.

## Schriften (Auswahl)
- mit Pierre Herreng: La télévision, PUF, Que-sais-je ?, 1941, 10. Auflage 1974
- La Cellule photoélectrique en haute fréquence et ses applications, Paris 1942
- mit H. Bruck, F. Bertein: Le Microscope électronique et ses applications en métallographie, Compagnie générale de télégraphie sans fil, Paris 1946
- mit Fernand Meyer: Le verre, PUF, Que-sais-je ?, 1947
- Electron Optics, 2 Bände, Pergamon Press 1965, 2. Auflage 1972 (französische Ausgabe Optique Electronique, Paris: Bordas, 1955, 1958)
- La résonance magnétique nucléaires, éditions du CNRS, 1955
- mit Jean Debiesse: Théorie et technique des accélérateurs de particules, Gif-sur-Yvette : Centre d'études nucléaires de Saclay, 1958
- mit Albert Septier: Les Lentilles quadrupolaires magnétiques, Genf 1958
- mit A. Blaquière: Le bruit de fond, Masson, 1958 (Hintergrundrauschen)
- mit R. Legros: La physique des circuits, Masson, 1960
- The physics of transmission lines at high and very high frequencies, Academic Press 1970 (französisch Masson 1969)
- Les lignes radiofréquences, 2 Bände, Masson, 1972
- Circuits et amplificateurs micro-ondes, Masson 1974
- Microwave circuits and amplifiers, London 1976